# Onthophagus amamiensis
Onthophagus amamiensis är en skalbaggsart som beskrevs av Shuhei Nomura 1965. Onthophagus amamiensis ingår i släktet Onthophagus och familjen bladhorningar. Inga underarter finns listade i Catalogue of Life.